# Bahnhof Sulzbach (Saar)
Der Bahnhof Sulzbach (Saar) ist neben dem Haltepunkt Sulzbach (Saar) Altenwald eine von zwei Bahnstationen in der saarländischen Kleinstadt Sulzbach/Saar. Der Bahnhof besitzt zwei Bahnsteiggleise und liegt im Tarifgebiet des  Saarländischen Verkehrsverbundes (saarVV).

## Lage
Der Bahnhof befindet sich im Zentrum von Sulzbach/Saar in der Straße Am Bahnhof. Früher zweigte von ihm ein Anschlussgleis zur Grube Altenwald ab.

## Geschichte
Mit Inbetriebnahme des Streckenabschnittes Neunkirchen–Saarbrücken 1852 als Fortsetzung der 1849 vollendeten Pfälzischen Ludwigsbahn Ludwigshafen–Bexbach, die bereits 1850 bis nach Neunkirchen durchgebunden wurde, entstand der Bahnhof Sulzbach (Saar). Die Magistrale sollte in erster Linie der Beförderung von Kohle aus der Saargegend an den Rhein dienen. Wurde anfangs von bayerischer Seite noch in Erwägung gezogen, das damals noch bayerische St. Ingbert als westlichen Endpunkt festzulegen, so wurde dies auf Druck Preußens fallen gelassen, da eine langfristig angestrebte Durchbindung bis nach Saarbrücken nur über das eigene Territorium führen sollte. Deshalb wurde Bexbach anvisiert, von wo aus später die Verlängerung über Neunkirchen und das Sulzbachtal erfolgte.

## Empfangsgebäude
Das Empfangsgebäude des Sulzbacher Bahnhofs wurde zwischen 1938 und 1940 an Stelle eines Fachwerk-Vorgängerbaus als zwei- und eingeschossiger Gebäudekomplex in Klinkerbauweise errichtet. Auf der Gleisseite befindet sich in Höhe des Bahnsteiges in einem Vorbau das Stellwerk für den Bahnhof Sulzbach und den Bahnhof Friedrichsthal, welches jedoch im Regelbetrieb von Neunkirchen aus ferngesteuert wird. Das Empfangsgebäude steht unter Denkmalschutz.

## Bahnsteige und Gleise
Im Bahnhofsbereich von Sulzbach (Saar) liegen mehrere Gleise. Für den Personenverkehr stehen die – vom Bahnhofsgebäude betrachtet – ersten beiden Gleise zur Verfügung, die an einem überdachten Mittelbahnsteig liegen. Der Zugang erfolgt über einen Tunnel und war ursprünglich nicht barrierefrei. Am 20. März 2017 wurde mit Arbeiten zur Sanierung und Barrierefreiheit begonnen. Seit Juli 2020 sollte der Bahnhof barrierefrei sein, aber es gab große Probleme mit der Inbetriebnahme des Fahrstuhls. Seit Ende November 2021 ist der Fahrstuhl nun in Betrieb. Fünf weitere Gleise dienen dem Güterverkehr. Ehemals gab es auf der dem Bahnhofsgebäude gegenüberliegenden Seite einen Güterschuppen und eine Ladestraße mit Kopframpe. Sie sind nicht mehr in Betrieb, aber noch vorhanden.

## Verkehr
Am Bahnhof von Sulzbach halten nur Regionalbahnzüge der Linie 73 alle 30 Minuten von Saarbrücken nach St. Wendel (alle 60 Minuten weiter nach Neubrücke (Nahe)). Die RE-Züge der Linie 3 Richtung Mainz halten seit der Übernahme durch vlexx zum Fahrplanwechsel Dezember 2015 nicht mehr in Sulzbach.
| Linie                    | Strecke                                                                                           | Takt   |
| ------------------------ | ------------------------------------------------------------------------------------------------- | ------ |
| RB 73                    | Neubrücke – Türkismühle – St. Wendel – Neunkirchen (Saar) Hbf – Sulzbach (Saar) – Saarbrücken Hbf | 30 min |
| Stand: 15. Dezember 2024 |                                                                                                   |        |

Am Bahnhofsvorplatz halten die Buslinien 103 (nach Altenwald bzw. Saarbrücken-Klarenthal), 132 (nach Dudweiler über Quierschied–Fischbach) und 160 (nach Dudweiler über Neuweiler).